# Sebestyén Péter (motorversenyző)
Sebestyén Péter (Budapest, 1994. május 16. –) magyar gyorsasági motorversenyző. A Superbike-világbajnokság Supersport kategóriájában versenyez.
2019-ben legjobb Hondásként, a Supersport összetett 11. helyén végzett, mely minden idők legjobb összetett magyar eredménye a kategóriában.

## Pályafutása

### A kezdetek és MotoGP
2004-ben kezdte meg motorversenyzői pályafutását a magyar bajnokság utánpótlásának 50 köbcentins speciális váltós motoros 9-15 évesek kategóriájában, végül 2. helyezett lett. 2005-ben és 2006-ban többször is első helyezett volt robogós versenyeken. Indult az Alpok-Adria bajnokság 125 köbcentis osztályában is. A GP-kategóriájában bekerült a Red Bull MotoGP Rookies Cup-on indulok közé.
2008-ban az összetettben a 15. helyen végzett a kupán és ezüstérmes lett az Alpok-Adria bajnokságon. 2008-ban Mugellóban sikerült pole-pozíciót szereznie, végül technikai probléma miatt fel kellett adnia a versenyt.
2009-ben fiatal kora miatt nem kapott indulási engedélyt a MotoGP-n, ezért a spanyol futamsorozat állandó résztvevője lett a TEY RACING Team színeiben egy Aprilia RS 125-s motorral állt minden alkalommal rajthoz. A szezon végén a 12. helyen zárt.
2010-ben a CEV Buckler spanyol-bajnokság 125 köbcentiméteres kategóriájában szerepelt. Emellett szabadkártyás versenyzőként részt vett a MotoGP-világbajnoki sorozat néhány futamán a géposztályban. 2011-ben csatlakozott a MotoGP 125-ös kategóriában induló Caretta Technology Forward Teamhez.
2012-ben az IDM német-bajnokságban állt fel a rajtrácsra, ahol a dobogót is ünnepelhetett.

### Superbike-világbajnokság
2013-ban a Superbike tehetségkutatóbajnokságában, az European Junior Cup-ban szerepelt, ahol összetettben a 6. helyen rangsorolták.
2014-ben debütált a Superbike-világbajnokságogon a mezőny legfiatalabb pilótájaként. Egy csonka szezont teljesített a Team Toth színeiben, egy BMW-vel.
2015-ben a Pedercini Racinghez igazolt a Superstock 1000-es kategóriába egy Kawasakival.
Egy év kihagyás után visszatért a csúcskategóriába a Team Toth csapathoz, akik Yamahára váltottak abban az évben. A szezon során már a pontszerzés is sikerült neki.

### Supersport-világbajnokság
2017-ben debütált a Superport-kategóriában, az SSP Hungary újonnan alapult csapat színeiben. Egy évvel később ugyanezzel a csapattal kezdte meg a szezont, de anyagi nehézségek miatt visszaléptek idény elején. Sebestyén a szezon felénél újra a mezőny tagja lett és helyettesítési lehetőséget kapott felénél a PTR Hondánál. Az utolsón futamon, Katarban sikerült a legjobb 10-ben célba érnie.
2019-ben ment először teljes Superbike-világbajnoki szezont a PTR színeiben. A szezon során, egy kivételével minden futamon pontszerző volt, legjobb helyezése a 8. pozíció lett Ausztráliában és év végén minden idők legjobb magyar összetett helyezését érte el a 11. pozícióval.
2020-ban egy újonnan alakult magyar csapattal, az OXXO Yamaha-Team Tóth Teammel vágott neki a szezonnak. Ezzel együtt márkát is cserélt, hiszen a Hondáról egy Yamahára ült át. A koronavírus-világjárvány miatt jelentősen átalakult idényben sikerült egy 6. és 7. pozíciót is megszereznie az Aragónban rendezett dupla fordulón.
A 2021-es kiírás bizonytalanul indult, viszont a HUMDA Magyar Autó-Motorsport Ügynökség Zrt. közreműködésével az olasz Evan Bros Racing Team versenyzője lett. Szezon közben csatlakozott be a világbajnokságra, ahol az idény argentin fordulóján karrierje legjobb 5. helyezését szerezte meg.
2022-ben is az olasz Evan Bros Racing Team csapattal folytatta, a HUMDA-val együttműködve. Az első fordulóban jelentős lemaradásban volt új csapattársától, Lorenzo Baldassaritól, mivel egy korábbi vállsérülés miatt fizikálisan nehezen bírta a terhelést. Az alakulatával közösen egyeztetve, Olaszországban egy vállspecialista vette kezelésbe. Magny-Cours-ban és Algarvéban is pontszerző helyekről bukott az utolsó körökben.

## Eredményei

### Teljes MotoGP-eredménylistája
| Év   | Géposztály | Motor   | 1   | 2   | 3      | 4      | 5      | 6      | 7      | 8      | 9      | 10     | 11     | 12     | 13  | 14  | 15  | 16  | 17     | Helyezés | Pont |
| ---- | ---------- | ------- | --- | --- | ------ | ------ | ------ | ------ | ------ | ------ | ------ | ------ | ------ | ------ | --- | --- | --- | --- | ------ | -------- | ---- |
| 2010 | 125 cm³    | Aprilia | QAT | SPA | FRA    | ITA    | GBR    | NED    | CAT 23 | GER    | CZE    | IND    | SMR    | ARA Ki | JPN | MAL | AUS | POR | VAL    | –        | 0    |
| 2011 | 125 cm³    | KTM     | QAT | SPA | POR 23 | FRA 25 | CAT 22 | GBR Ki | NED 20 | ITA Ki | GER Ki | CZE 26 | IND 22 | RSM    | ARA | JPN | AUS | MAL |        | –        | 0    |
| 2011 | 125 cm³    | Aprilia |     |     |        |        |        |        |        |        |        |        |        |        |     |     |     |     | VAL 18 | –        | 0    |

### Teljes Superbike-világbajnokság eredménylistája
| Év   | Motor  | 1      | 1      | 2      | 2      | 3      | 3      | 4      | 4      | 5      | 5      | 6      | 6      | 7      | 7      | 8      | 8      | 9      | 9      | 10     | 10     | 11     | 11     | 12     | 12     | 13     | 13     | Helyezés | Pont |
| Év   | Motor  | R1     | R2     | R1     | R2     | R1     | R2     | R1     | R2     | R1     | R2     | R1     | R2     | R1     | R2     | R1     | R2     | R1     | R2     | R1     | R2     | R1     | R2     | R1     | R2     | R1     | R2     | Helyezés | Pont |
| ---- | ------ | ------ | ------ | ------ | ------ | ------ | ------ | ------ | ------ | ------ | ------ | ------ | ------ | ------ | ------ | ------ | ------ | ------ | ------ | ------ | ------ | ------ | ------ | ------ | ------ | ------ | ------ | -------- | ---- |
| 2014 | BMW    | AUS Nk | AUS Nk | SPA 20 | SPA 18 | NED Ki | NED Ni | ITA 19 | ITA Ki | GBR Ni | GBR Ni | MAL Ki | MAL 19 | ITA 19 | ITA 19 | POR Ki | POR Ni | USA Ki | USA Ni | SPA    | SPA    | FRA    | FRA    | QAT    | QAT    |        |        | HN       | 0    |
| 2016 | Yamaha | AUS 18 | AUS 18 | THA 20 | THA 20 | SPA 19 | SPA 20 | NED Nk | NED 19 | ITA Ki | ITA Ni | MAL    | MAL    | GBR    | GBR    | ITA 16 | ITA 18 | USA 17 | USA 16 | GER 18 | GER 16 | FRA 19 | FRA 18 | SPA 15 | SPA Ki | QAT 20 | QAT 19 | 33.      | 1    |

### Teljes Supersport-világbajnokság eredménylistája
| Év   | Motor    | 1      | 2      | 3      | 4      | 5      | 6      | 7      | 8      | 9      | 10     | 11     | 12     | 13     | 14     | 15     | 16     | 17     | 18     | 19     | 20     | 21     | 22     | 23     | 24     | Helyezés | Pont |
| ---- | -------- | ------ | ------ | ------ | ------ | ------ | ------ | ------ | ------ | ------ | ------ | ------ | ------ | ------ | ------ | ------ | ------ | ------ | ------ | ------ | ------ | ------ | ------ | ------ | ------ | -------- | ---- |
| 2017 | Kawasaki | AUS    | THA    | SPA 19 | NED 24 | ITA 23 | GBR 25 | ITA 17 | GER 17 | POR 16 | FRA 21 | SPA Ki | QAT    |        |        |        |        |        |        |        |        |        |        |        |        | –        | 0    |
| 2018 | Kawasaki | AUS    | THA    | SPA 21 | NED 19 | ITA 17 | GBR    | CZE    |        |        |        |        |        |        |        |        |        |        |        |        |        |        |        |        |        | 23.      | 9    |
| 2018 | Honda    |        |        |        |        |        |        |        | ITA 17 | POR Ki | FRA 14 | ARG 15 | QAT 10 |        |        |        |        |        |        |        |        |        |        |        |        | 23.      | 9    |
| 2019 | Honda    | AUS 8  | THA 12 | SPA 11 | NED 12 | ITA 10 | SPA 10 | ITA 16 | GBR 11 | POR 11 | FRA 10 | ARG 11 | QAT 11 |        |        |        |        |        |        |        |        |        |        |        |        | 11.      | 59   |
| 2020 | Yamaha   | AUS 12 | SPA Ki | SPA Ni | POR 12 | POR 11 | SPA Ki | SPA 11 | SPA 7  | SPA 6  | SPA 20 | SPA 11 | FRA 9  | FRA Ki | POR Ki | POR Ki |        |        |        |        |        |        |        |        |        | 13.      | 49   |
| 2021 | Yamaha   | SPA    | SPA    | POR    | POR    | ITA    | ITA    | NED 11 | NED 12 | CZE 10 | CZE 18 | SPA Ki | SPA 17 | FRA Ki | FRA 10 | SPA 9  | SPA 15 | SPA T  | SPA 13 | POR 11 | POR 9  | ARG 7  | ARG 5  | INA 10 | INA 10 | 13.      | 76   |
| 2022 | Yamaha   | SPA 14 | SPA Ki | NED 22 | NED Ni | POR 24 | POR 13 | ITA 12 | ITA 14 | GBR Ki | GBR 16 | CZE 14 | CZE 11 | FRA 13 | FRA 20 | SPA Ki | SPA 20 | POR 14 | POR Ki | ARG 12 | ARG 12 | INA 13 | INA 22 | AUS 13 | AUS 13 | 19.      | 40   |

* A szezon jelenleg is zajlik.

### Teljes Superstock 1000-es eredménylistája
| Év   | Motor    | 1      | 2      | 3      | 4      | 5      | 6      | 7      | 8      | Helyezés | Pont |
| ---- | -------- | ------ | ------ | ------ | ------ | ------ | ------ | ------ | ------ | -------- | ---- |
| 2015 | Kawasaki | SPA Ki | NED 20 | ITA 13 | GBR Ki | POR 23 | ITA 18 | SPA 25 | FRA 20 | 29.      | 3    |